# Rastko Simić
Rastko Simić (en serbio: Растко Симић) es un deportista serbio que compite en boxeo. Ganó una medalla de plata en el Campeonato Europeo de Boxeo Aficionado de 2024, en la categoría de 80 kg.

## Palmarés internacional
| Campeonato Europeo | Campeonato Europeo | Campeonato Europeo | Campeonato Europeo |
| Año                | Lugar              | Medalla            | Categoría          |
| ------------------ | ------------------ | ------------------ | ------------------ |
| 2024               | Belgrado (Serbia)  | Medalla de plata   | 80 kg              |